# Fülepp Kálmán
Fülepp Kálmán (Ruszkabánya, 1851. április 10. – Budapest, 1919. szeptember 17.) Budapest egykori főpolgármestere.

## Élete, személyisége
Budapesten fejezte be tanulmányait. 1873-tól ügyvédi irodája volt. 1877-ben a főváros alkalmazottja lett. 1900-ban tiszti főügyész, majd a koalíciós kormány idején, 1906-ban főpolgármester lett, mivel személyében a városházi pártok és az uralkodó is megbízott.
1919. szeptember 17-én hunyt el a román megszállás alatt álló Budapesten. A tanács méltón gondoskodott nyugalmazott főpolgármesteréről: a ferencvárosi templomban felravatalozott hamvait a Kerepesi úti temetőben kijelölt díszsírhelyre temették. A főváros 1928-ban emelte sírja fölé az ifjabb Vastagh György által alkotott síremléket.
A kortársak jellemzése szerint csendes, finom, halk szavú, igazi úriember volt, „a legangolabb” magyar.

## Főpolgármesteri működése
Az 1906. május 12-én tartott főpolgármester-választó rendkívüli közgyűlésen a leadott 303 érvényes szavazatból Fülepp 177-et kapott, s így ő lett a következő hat évre a főváros főpolgármestere. Ekkoriban választották meg a város tényleges irányítóját, a polgármestert, Bárczy Istvánt is, akivel új korszak kezdődött a Városházán.
Fülepp főpolgármesteri programjának egyik jelentős újdonsága az volt, hogy a nyereségesen működő közüzemek "községesítését", vagyis fővárosi kezelésbe vételét tervezte. Ez egyben a főváros háztartásának gyökeres átalakítását is jelentette volna. Ő is ígérte a már régen elavult fővárosi törvény reformját és a városi adminisztráció észszerűsítését.
Főpolgármesterként a gyakorlati városigazgatásba nem szólt, nem is szólhatott bele, a következő évek nagy horderejű változásait, az új városfejlesztési elképzeléseket Bárczy polgármester és csapata végezte el.
1912-ben, amikor hatéves mandátuma lejárt, önként lemondott – lemondásra kényszerült – tisztségéről, s visszavonult a magánéletbe.

## Sportvezetői tevékenysége
Igazi szenvedélye az evezés volt. A Nemzeti Hajós Egyletbe már fiatalon, 1877-ben belépett, s élete végéig tagja maradt. Évtizedekig ő volt az egylet igazgatója, majd elnöke. Fülepp Kálmánt a sporttörténet, mint a magyar evezőssport felvirágoztatóját, s nagy alakját tartja számon.

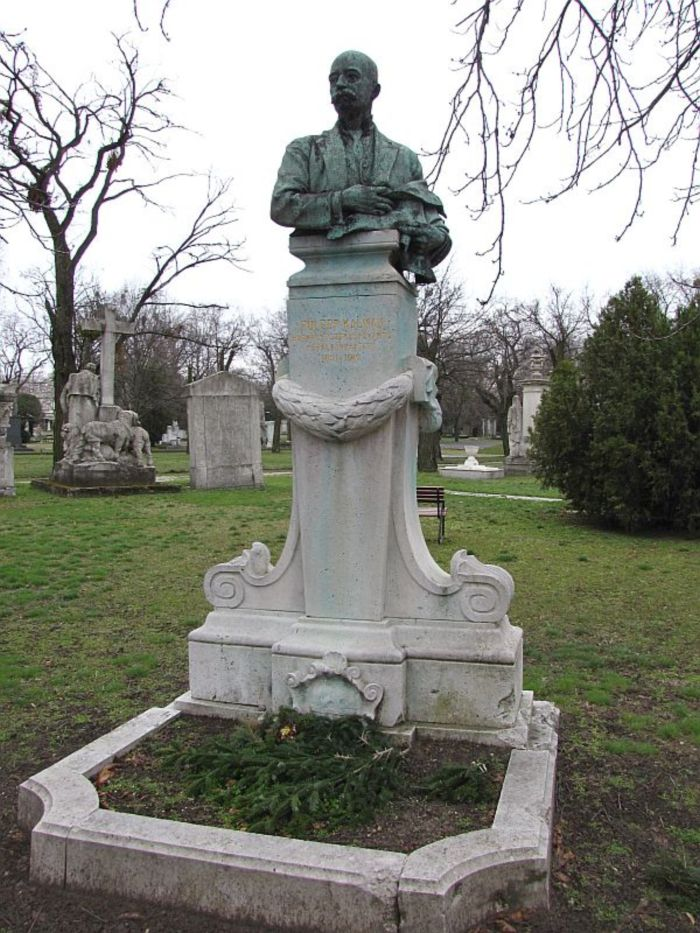
Sírja a Fiumei úti sírkertben 2013-ban. (10/1-1-15). Alkotó: ifjabb Vastagh György, 1928